# Cassis, Bouches-du-Rhône
Cassis är en kommun i departementet Bouches-du-Rhône i regionen Provence-Alpes-Côte d'Azur i sydöstra Frankrike. Kommunen ligger  i kantonen Aubagne-Est som ligger i arrondissementet Istres. År 2022 hade Cassis 6 706 invånare.

## Befolkningsutveckling
Antalet invånare i kommunen Cassis
Referens:INSEE